# Tic Tac Toe (gruppo musicale)
Le Tic Tac Toe sono state un gruppo musicale tedesco tutto al femminile originario della regione della Ruhr, attivo dal 1995 al 2007.

## Storia
Il gruppo si è formato nel 1995 ed ha pubblicato l'anno seguente l'eponimo album di debutto. Il secondo disco è uscito nel 1997. Entrambi hanno avuto un grande successo, venendo certificati doppio disco di platino in Germania e Svizzera e riscuotendo ampi consensi di vendite anche in Austria. I singoli di maggior successo sono stati Verpiss' dich, presente nel primo album, e Warum?, estratto dal secondo. Le Tic Tac Toe hanno vinto un premio Echo come miglior gruppo tedesco nel 1998.
Dopo alcuni anni il gruppo si è sciolto per poi ricostituirsi nel 2005, anno in cui è stato pubblicato il singolo Spiegel. Nel 2006, dopo la pubblicazione del quarto album, le Tic Tac Toe si sono sciolte nuovamente.

## Formazione
- Lee (Liane Claudia Springer-Wiegelmann)
- Ricky (Ricarda Priscilla Nonyem Wältken)
- Jazzy (Marlene Victoria Tackenberg)
- Sara (Sara Brahms) - nel gruppo solo dal 1998 al 2000

## Discografia
Album
- 1996 - Tic Tac Toe
- 1997 - Klappe die 2te
- 2000 - Ist der Ruf erst ruiniert...
- 2006 - Comeback